# Cynoglossus dubius
Cynoglossus dubius är en fiskart som beskrevs av Day, 1873. Cynoglossus dubius ingår i släktet Cynoglossus och familjen Cynoglossidae. Inga underarter finns listade i Catalogue of Life.